# Florida (Honduras)
Florida es un municipio del departamento de Copán en la República de Honduras.

## Toponimia
El origen de su nombre, se supone que es debido a la rica y florida vegetación de sus campos, el señor Francisco Pineda, que fue el fundador de la cabecera de ese municipio, la denominó Florida.

## Límites
| Orientación | Límite                          |
| ----------- | ------------------------------- |
| Norte       | República de Guatemala          |
| Sur         | Municipio de San Nicolás, Copán |
| Sur         | Municipio de San Antonio, Copán |
| Este        | Municipio de La Jigua, Copán    |
| Oeste       | Municipio de San Antonio, Copán |
| Oeste       | Municipio de El Paraíso, Copán  |

## Historia
En su principio como "Aldea San José de los Yulpates" creado alrededor de 1836, tomando en cuenta que en ese año se otorgó título de los ejidos a los vecinos de esa Aldea, se le dio la categoría de Municipio en 1884.

## Turismo

### Feria Patronal
19 de marzo celebra el día de su santo patrón San José. Aunque el apogeo de la feria es durante la última semana de abril, entre el 20 y el 30 de este mes.

## División Política
Aldeas: 37 (2013)
Caseríos: 151 (2013)
| Código | Aldea                                     |
| ------ | ----------------------------------------- |
| 041001 | Florida                                   |
| 041002 | Arranca Barba                             |
| 041003 | Barranca Grita                            |
| 041004 | Buena Vista                               |
| 041005 | Buenos Aires                              |
| 041006 | Concepción de la Barranca                 |
| 041007 | El Dormitorio N.º 2                       |
| 041008 | El Espíritu Santo                         |
| 041009 | El Jardín                                 |
| 041010 | El Nuevo Porvenir                         |
| 041011 | El Porvenir o San Marcos                  |
| 041012 | El Rosario o Zompopero                    |
| 041013 | Gritaderos                                |
| 041014 | La Cumbre de las Flores                   |
| 041015 | La Elencia                                |
| 041016 | La Elencita                               |
| 041017 | La Laguna de San José                     |
| 041018 | La Ruidosa                                |
| 041019 | La Sierra                                 |
| 041020 | La Unión                                  |
| 041021 | Las Cañas                                 |
| 041022 | Las Flores de Techín                      |
| 041023 | Las Palmeras de la Planada                |
| 041024 | Los Dubones                               |
| 041025 | Los Lesquines                             |
| 041026 | Pastoreadero                              |
| 041027 | Plancitos o Berlín                        |
| 041028 | Potrerillos                               |
| 041029 | Pueblo Nuevo                              |
| 041030 | Rastrojitos                               |
| 041031 | San Antonio                               |
| 041032 | San José de la Frontera                   |
| 041033 | San Lorenzo de Techín                     |
| 041034 | San Rafael                                |
| 041035 | Siete Cuchillas                           |
| 041036 | Nueva Suyapa                              |
| 041037 | La Cumbre de las Flores N.º 2 o Las Pilas |